# Snakov
Snakov este o comună slovacă, aflată în districtul Bardejov din regiunea Prešov. Localitatea se află la altitudinea de 459 m deasupra n.m., se întinde pe o suprafață de 12,14 km2 și în 2017 număra 685 de locuitori. Se învecinează cu comuna Malcov.

## Istoric
Localitatea Snakov este atestată documentar din 1475.

## Demografie
| An:                | 1994 | 2004   | 2014   | 2024   |
| ------------------ | ---- | ------ | ------ | ------ |
| Număr de persoane: | 600  | 655    | 686    | 654    |
| Diferență:         |      | +9,16% | +4,73% | −4,66% |

| An:                | 2023 | 2024   |
| ------------------ | ---- | ------ |
| Număr de persoane: | 655  | 654    |
| Diferență:         |      | −0,15% |